# Віллінгтон (Південна Кароліна)
Віллінгтон (англ. Willington) — переписна місцевість (CDP) в США, в окрузі Маккормік штату Південна Кароліна. Населення — 81 особа (2020).

## Географія
Віллінгтон розташований за координатами 33°57′54″ пн. ш. 82°27′1″ зх. д. / 33.96500° пн. ш. 82.45028° зх. д. (33.965101, -82.450293).  За даними Бюро перепису населення США в 2010 році переписна місцевість мала площу 15,53 км², з яких 15,42 км² — суходіл та 0,11 км² — водойми.

## Демографія
Згідно з переписом 2010 року, у переписній місцевості мешкали 142 особи в 61 домогосподарстві у складі 41 родини. Густота населення становила 9 осіб/км².  Було 85 помешкань (5/км²).
Расовий склад населення:
| - 85,9 % — чорних або афроамериканців - 14,1 % — білих |

До двох чи більше рас належало 0,0 %. Частка іспаномовних становила 0,0 % від усіх жителів.
За віковим діапазоном населення розподілялося таким чином: 16,2 % — особи молодші 18 років, 62,7 % — особи у віці 18—64 років, 21,1 % — особи у віці 65 років та старші. Медіана віку мешканця становила 47,0 року. На 100 осіб жіночої статі у переписній місцевості припадало 97,2 чоловіків;  на 100 жінок у віці від 18 років та старших — 101,7 чоловіків також старших 18 років.
За межею бідності перебувало 51,6 % осіб, у тому числі 100,0 % дітей у віці до 18 років та 25,0 % осіб у віці 65 років та старших.
Цивільне працевлаштоване населення становило 31 особа. Основні галузі зайнятості: мистецтво, розваги та відпочинок — 71,0 %, публічна адміністрація — 29,0 %.